# Jaskinia platońska

Schemat platońskiej jaskini

Jaskinia platońska (stgr. Αλληγορία του Σπηλαίου), także: jaskinia Platona, alegoria jaskini – mit platoński, metaforyczne przedstawienie podstawowych idei filozofii Platona.
Metafora zawarta jest w dialogu Platona Politea (VII, 514 i n.). Sokrates opowiada ją Glaukonowi (starszemu bratu Platona). Mit symbolizować ma całokształt Platońskiego poglądu na rzeczywistość. Wywarł także znaczący wpływ na późniejszą filozofię i kulturę.

## Treść

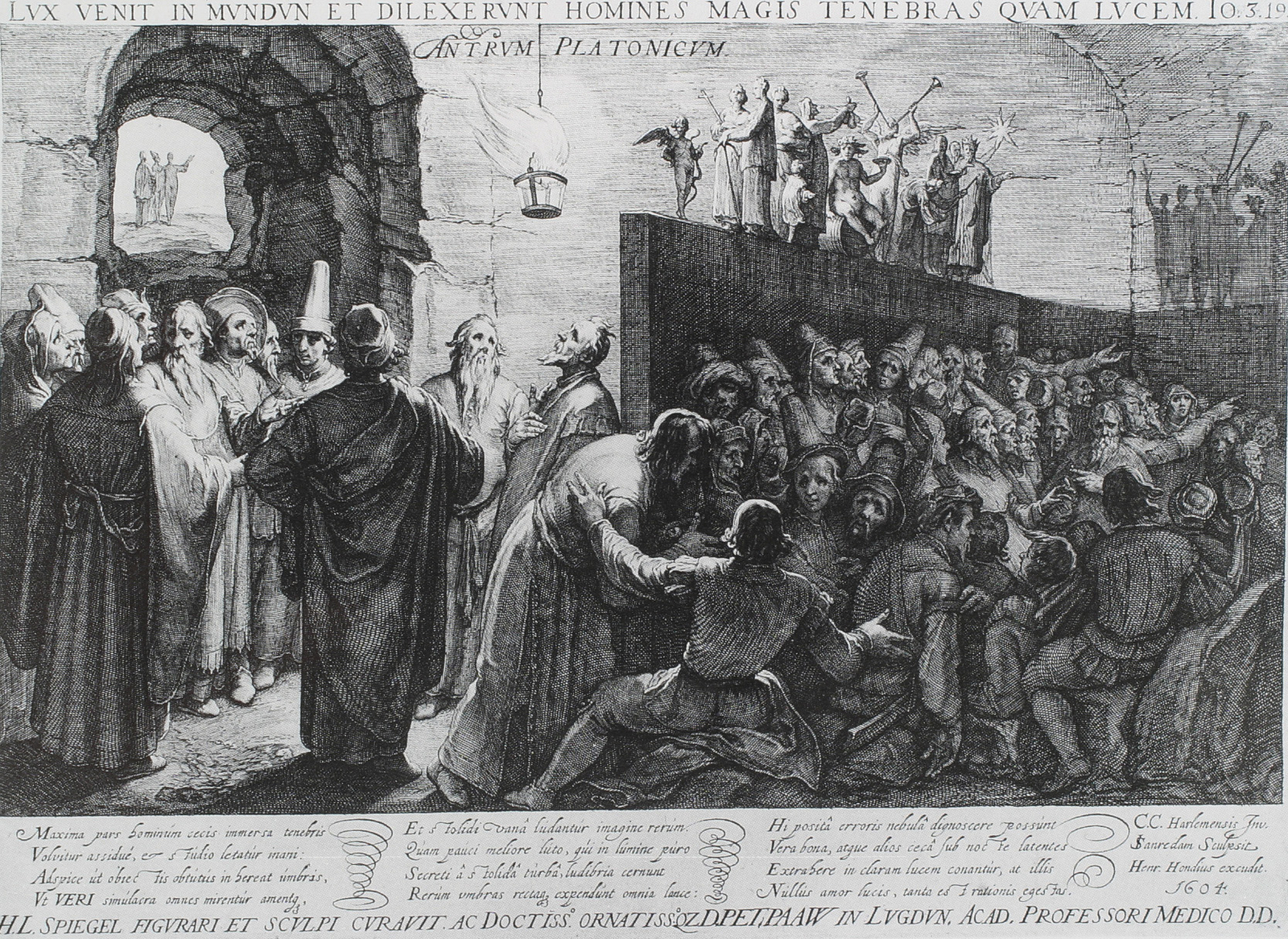
Wizja jaskini platońskiej, Jan Saenredam, 1604

W dialogu Platona, Sokrates opisuje głęboką jaskinię, otwartą na jednym z boków. Z wnętrza pieczary na zewnątrz prowadzi długie, strome podejście. W ciemnościach jaskini żyją uwięzieni ludzie. Są oni odwróceni tyłem do wejścia, a ich nogi i szyje są skute kajdanami, przez co nie mogą się obracać, patrząc jedynie na ściany jaskini. Za plecami uwięzionych, bliżej wejścia do jaskini, stoi mur wysokości człowieka. Za tym murem poruszają się inni ludzie, nosząc na ramionach rzeźby przedstawiające wszelkiego rodzaju przedmioty. Sami ci ludzie są niewidoczni zza muru, i jedynie noszone przez nich przedmioty wystają ponad niego. Ludzie ci rozmawiają ze sobą, a za ich plecami, jeszcze bliżej wejścia, płonie wielki ogień. Ludzie uwięzieni we wnętrzu jaskini słyszą głosy ludzi zza muru, ale zniekształcone i odbite przez echo. Widzą też cienie rzucane na ścianie, przez przedmioty wystające poza mur i oświetlane przez światło ogniska. Ponieważ jednak są od zawsze przykuci do jaskini, biorą te cienie za jedyną istniejącą rzeczywistość, a odbite echo za prawdziwe głosy wydawane przez cienie.
Gdyby któremuś z żyjących w jaskini ludzi udało się wyzwolić z kajdan i odwrócić się, zobaczyłby statuetki widoczne ponad murem, zauważył ich podobieństwo do cieni na ścianie i widziałby, że są od tych cieni prawdziwsze. Gdyby udało mu się pokonać mur i podejść do samego wejścia, zostałby początkowo oślepiony blaskiem słońca i musiałby się dopiero nauczyć widzieć świat. Nauczyłby się rozpoznawać znane sobie rzeczy w cieniach i odbiciach rzucanych przez rzeczywistość. W końcu spojrzałby w słońce i zobaczył w nim prawdziwą przyczynę pozostałych rzeczy. Sokrates mówi o konieczności stopniowego przyzwyczajania się: najpierw do odbić przedmiotów w wodzie, potem do samych przedmiotów, do światła gwiazd i księżyca — a potem dopiero do światła słonecznego.
Odgłosem wizerunku jaskini platońskiej jest pojęcie „złudzenia jaskini” w filozofii Francisa Bacona.

## Symbolika

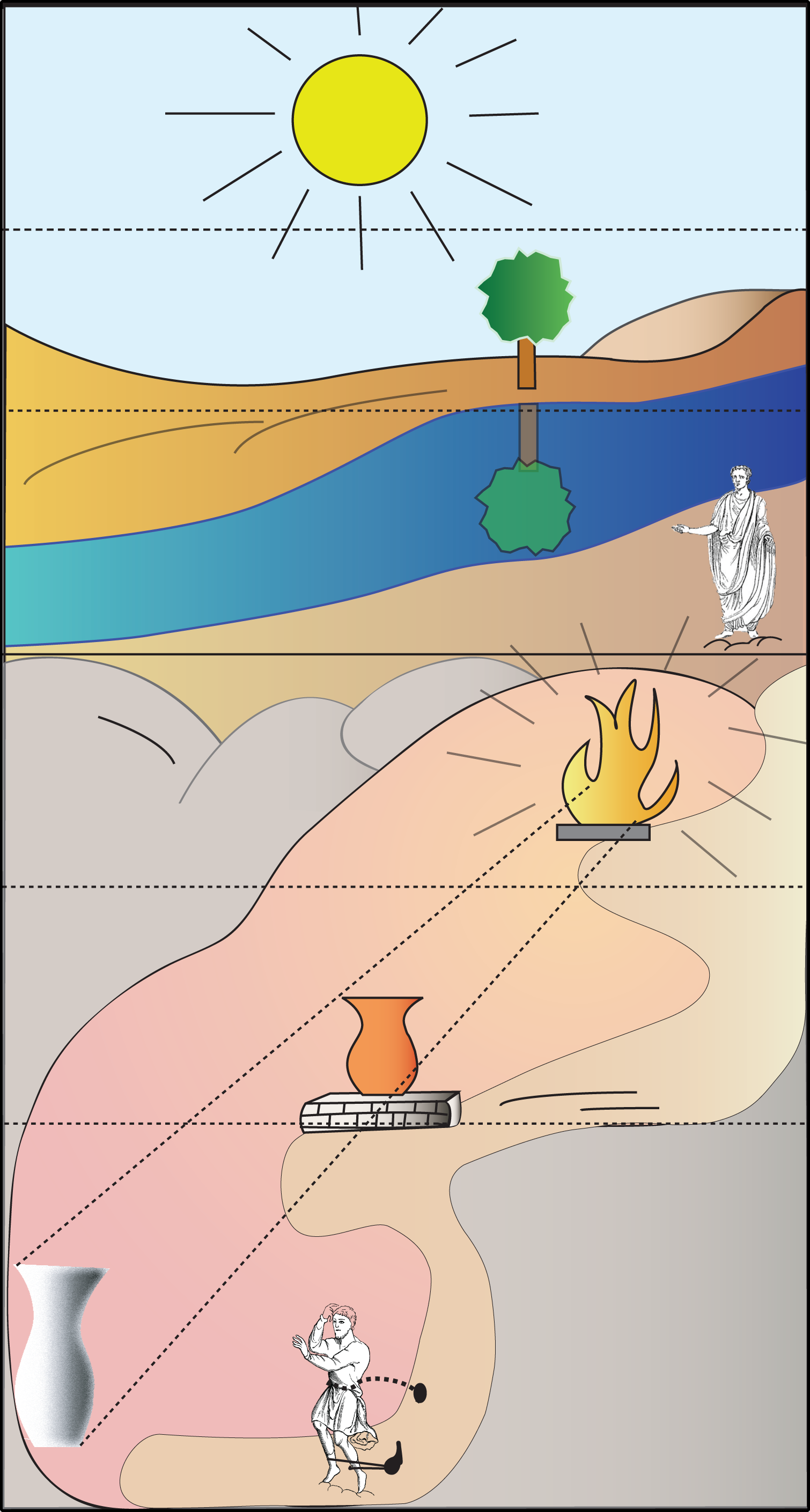
Stopnie rzeczywistości w platońskiej jaskini

Mit wyraża w metaforycznej formie podstawowe składniki filozofii Platona. Jaskinię można traktować jako więzienie duszy, która za prawdziwy byt bierze wyłącznie to, co poznaje zmysłami. Gdyby tylko mogła zwrócić się w przeciwną stronę, ku wyjściu, tj. w głąb siebie (a także zmysłowych przedmiotów), mogłaby dotrzeć do źródła prawdziwego poznania i istnienia: czyli świata idei wraz z naczelną zasadą dobra, która niczym słońce świeci na zewnątrz.

Ostateczny wynik rozumowania był taki: mówiąc ściśle, nie ma dwóch rodzajów bytu, lecz jest tylko jeden, mianowicie idee. Przyjęcie nowego rodzaju bytu pociągnęło za sobą odwrócenie poglądu na byt, na realność: bo zwykły pogląd widzi realność jedynie w rzeczach, Platon zaś, wziąwszy za miarę realność idei, nie znalazł jej w rzeczach. Wydały mu się jedynie zjawiskami, nie bytem; tylko byt idealny wydał mu się naprawdę realny.

W interpretacji można wyróżnić następujące płaszczyzny mitu:
1. ontologiczną – przedstawione obrazy symbolizują ontologiczne stopnie rzeczywistości. Cienie to zmysłowe pozory bytów, a posągi to ich zmysłowe źródło. Mur oddziela rzeczywistość zmysłową i pozazmysłową. Za nim znajduje się prawdziwa rzeczywistość (idee), a słońce jest ideą najwyższą (Dobrem). W swoim wpływowym odczytaniu mitu Hans Krämer wskazywał, że realne rzeczy za murem symbolizują idee gatunków, gwiazdy symbolizują metaidee i liczby idealne, a słońce jest ideą Dobra-Jedna[10].
2. epistemologiczną – obrazowane są stopnie poznania i ich poszczególne etapy. Postrzeganie cieni na ścianie jaskini związane jest z wyobraźnią (εἰϰασία), a oglądanie przedmiotów, które je rzucają to wiara (πίστιϛ). Przejście na wyższy poziom poznania, od oglądu przedmiotów zmysłowych ku przedmiotom prawdziwym dokonuje się za pomocą odbić obrazów: nauk matematycznych (poznanie pośredniczące, διάνοια)[11]. Poznanie rzeczywistości poza jaskinią następuje dzięki noezie (stgr. νόησις, noesis), intuicyjnemu wglądowi w istotę rzeczywistości,
3. religijno-mistyczną – przejście od życia w świecie zmysłowym, ku nadzmysłowemu światu realnemu ma charakter religijno-mistyczny. Wiąże się z zerwaniem kajdan i odwróceniem twarzy od mroków jaskini ku światłu, a potem podążaniu ku jego źródłu (czyli Dobru). Wyzwolenie następuje poprzez „odwrócenie szyi” (περιάγειν τὸν αὐχένα), a nieco dalej jako „nawrócenie” (περιαγωγή) duszy. Werner Jaeger uznaje Platona za autora tej religijnej metafory, przejętej potem przez platonizm chrześcijański[12].
4. filozofii polityki – mit zawiera również elementy Platońskiej filozofii polityki. Ten, który wyzwolił się z kajdan i poznał prawdziwą rzeczywistość (filozof) nie poprzestał na jej kontemplacji, lecz wrócił w mroki jaskini, by wyzwolić z kajdan swoich towarzyszy. Jest to czyn ryzykowny, gdyż jego słowa, tak odbiegające od codziennego doświadczenia uwięzionych, brane będą za słowa szaleńca[13].